# Стефан Кисьов
Стефан Гъдев Кисьов е български писател. Първият носител на наградата „Български роман на годината“ на фондация „Вик“ (2004) с романа си „Екзекуторът“.

## Биография
Роден е на 30 април 1963 г. в Стара Загора, където завършва гимназия с преподаване на френски език „Ромен Ролан“. Учил е в Пловдивския университет „Паисий Хилендарски“, в Софийския университет „Климент Охридски“ и парижката Сорбона.
В стремежа си да опознава живота и трупа жизнен опит като писател сменя множество професии, но никъде не се задържа за дълго, често пътува и живее в различни градове и държави. Работи като електромонтьор в трамваен парк в София (1984 – 85), като сценичен работник в Старозагорската опера (1986) и НАТФИЗ „Кръстьо Сарафов“ (1999), като сервитьор в НДК (1988), Интерпред (1990) и резиденция „Бояна“ (1998), в хотели на Черно море в Слънчев бряг (1986, 1987) като администратор, а по-късно в софийската Нова телевизия (1995 – 1996). През 1990 година емигрира със семейството си в Швейцария, където остава да живее в продължение на две години предимно в Цюрих, но след това се завръща в България.
Пише от съвсем малък, започва да публикува сравнително късно в „Литературен вестник“ през 1995 година, където създава и поддържа рубриката „Криминале“ в продължение на шест години. През 1996 година дебютира с романа си „Джубокс“, в който пресъздава атмосферата на т.нар. „гларуски години“ от времето на социализма. Следват романите „Никъде нищо“ и „Не будете сомнамбула“ (2000). С романа си „Екзекуторът“ става първия носител на наградата за български роман „Вик“ през 2004 година.
Между 2010 и 2014 г. живее в Прага, където сътрудничи на сп. „Българи“.
От началото на 2017 година живее в Куба.

## Драматургия
- Гларуси (1999)